# Guilherme Cordeiro Coelho Cintra
Guilherme Cordeiro Coelho Cintra (Recife, 15 de junho de 1835 — Rio de Janeiro, 24 de novembro de 1910) foi um político brasileiro.
Bacharel em direito pela Faculdade de Direito do Recife, em 1860.
Foi 1º vice-presidente da província de Santa Catarina, nomeado por carta imperial de 16 de outubro de 1871, presidindo a província interinamente de 7 de janeiro a 15 de junho de 1872.
Pai de Elisa Cintra Pêgo de Faria.